# Tirpitz (museum)

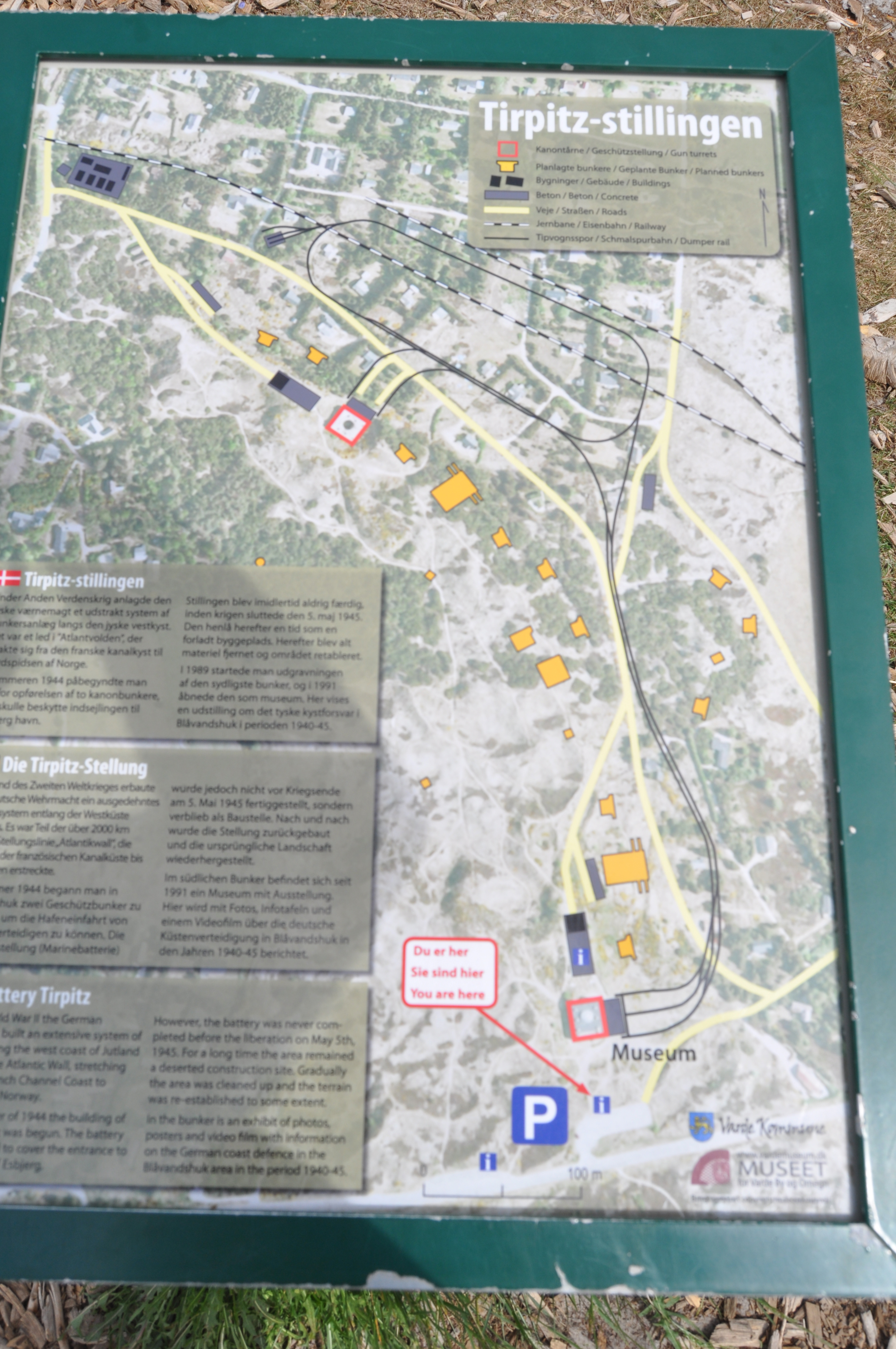
Karta över bunkerlinjen.

Tirpitz är ett danskt militärhistoriskt museum i Blåvand i Varde kommun på Jylland, som är uppbyggt på Batterie Vogelnest, som bestod av två kanondbunkrar och anläggningar runt omkring. Bunkeranläggningen började byggas i juli 1944 som en del av Atlantvallen och skulle enligt planerna vara färdigbyggd i september 1945.
Tirpitzbefästningen var planerad för fyra 38 centimeterskanoner, som skulle ha en räckvidd på 42–45 kilometer. Den blev dock aldrig färdigställd. Vid andra världskrigets slut fanns fyra kanonrör lagrade på Guldagers station mellan Esbjerg och Varde. Dessa var för tunga för att fraktas över bron vid Varde.
Tirpitzmuseet invigdes 2017 och har ritats av Bjarke Ingels Group. Det är förbundet genom en underjordisk gång med den sydliga kanonbunkern, som har 3,5 meter tjocka väggar i armerad betong.

## Tekniska data över bunkeranläggningen
| Kanonbunker'' | Storlek                        | 25,3 x 22,6 m^2                 |
|               | Höjd                           | 10,6 m                          |
|               | Tjocklek ytterväggar och tak   | 3,5 m                           |
|               | Tjocklek innerväggar           | 1-1,5 m                         |
|               | Golvtjocklek                   | 1,2 m                           |
|               | Våningsåtskillnad              | 0,4 m armerad betong med l-järn |
|               | Använd betongmängd             | ca. 2000 m^3                    |
| Kanon         | Längd                          | 19,63 m                         |
|               | Vikt                           | 111 ton                         |
|               | Rörelsefrihet                  | 360 grader                      |
|               | Elevation                      | -5,2 grader - 30 grader         |
|               | Största skjutlängd             |                                 |
|               | - pansarbrisantgranat (800 kg) | 42,1 km                         |
|               | - pansargranat (495 kg)        | 54,6 km                         |
|               | Skjuthastighet                 | 2 skjut/rör/minut               |
|               | Livstid/kanonrör               | 250 normalskjutningar           |

Kanonen utgjordes av en 38 cm skeppskanon M/34 dubbelstativ och pansartorn

## Bildgalleri

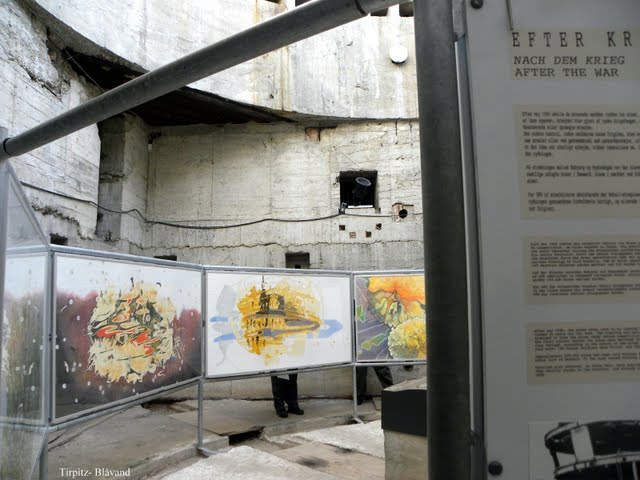
Tirpitzmuseet 2010
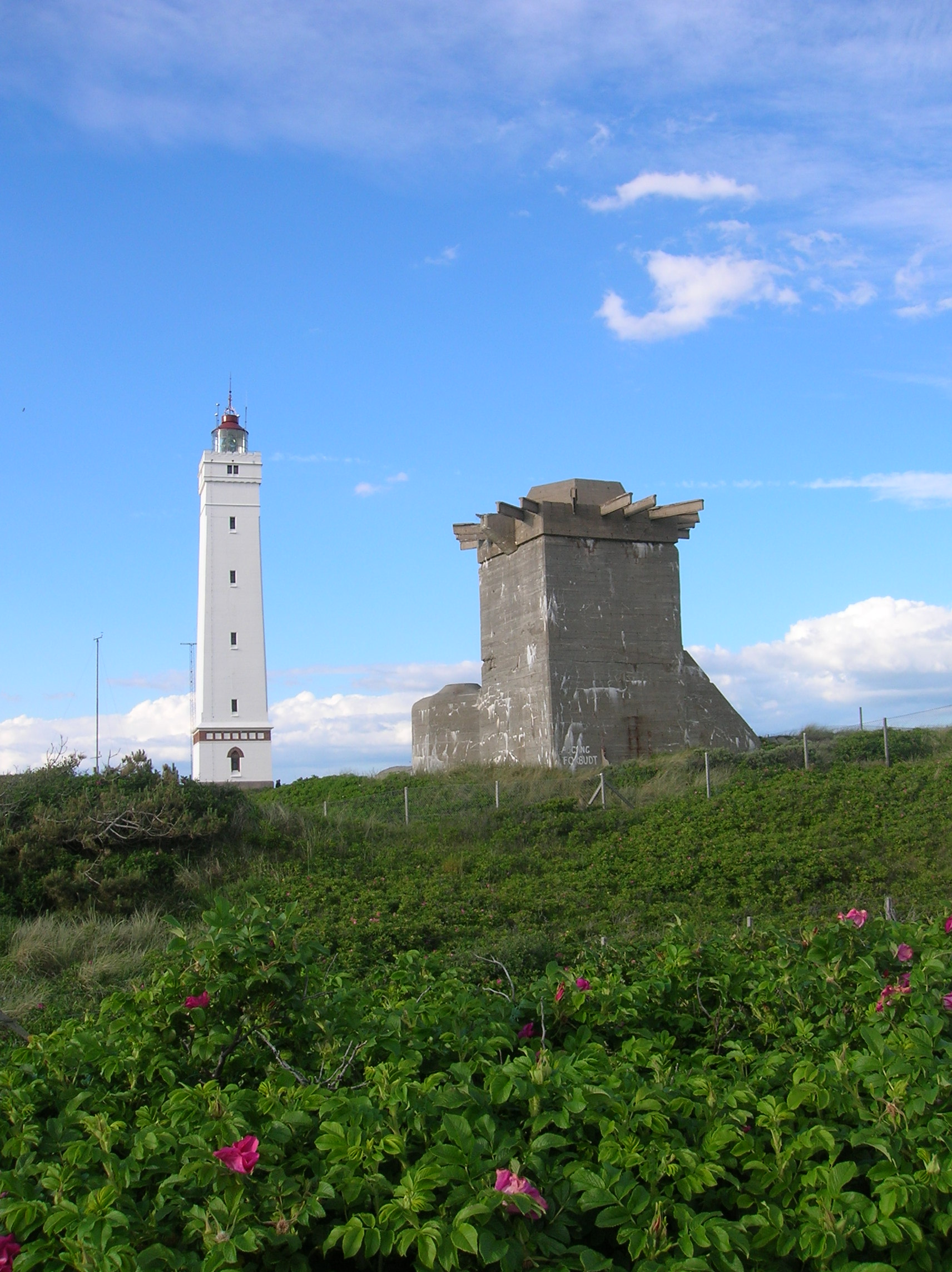
Blåvand Fyr och bunker
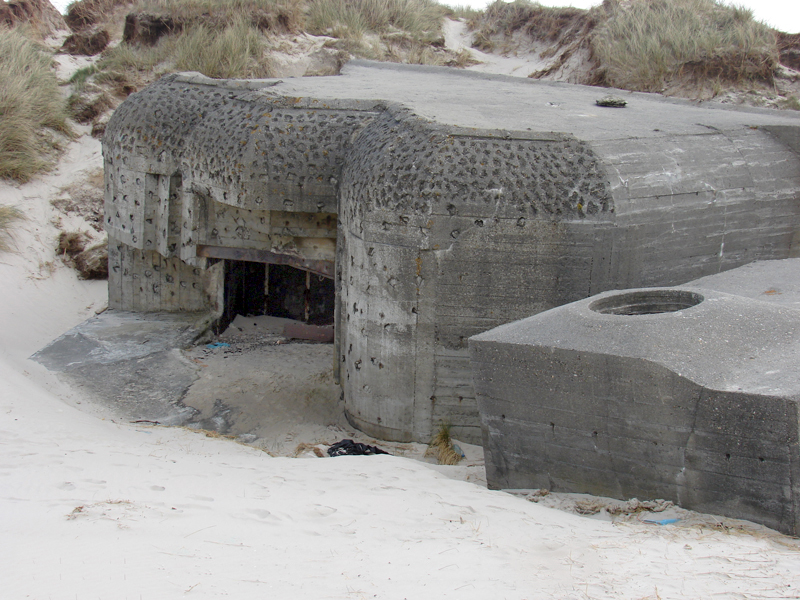
Skyttevärn vid stranden
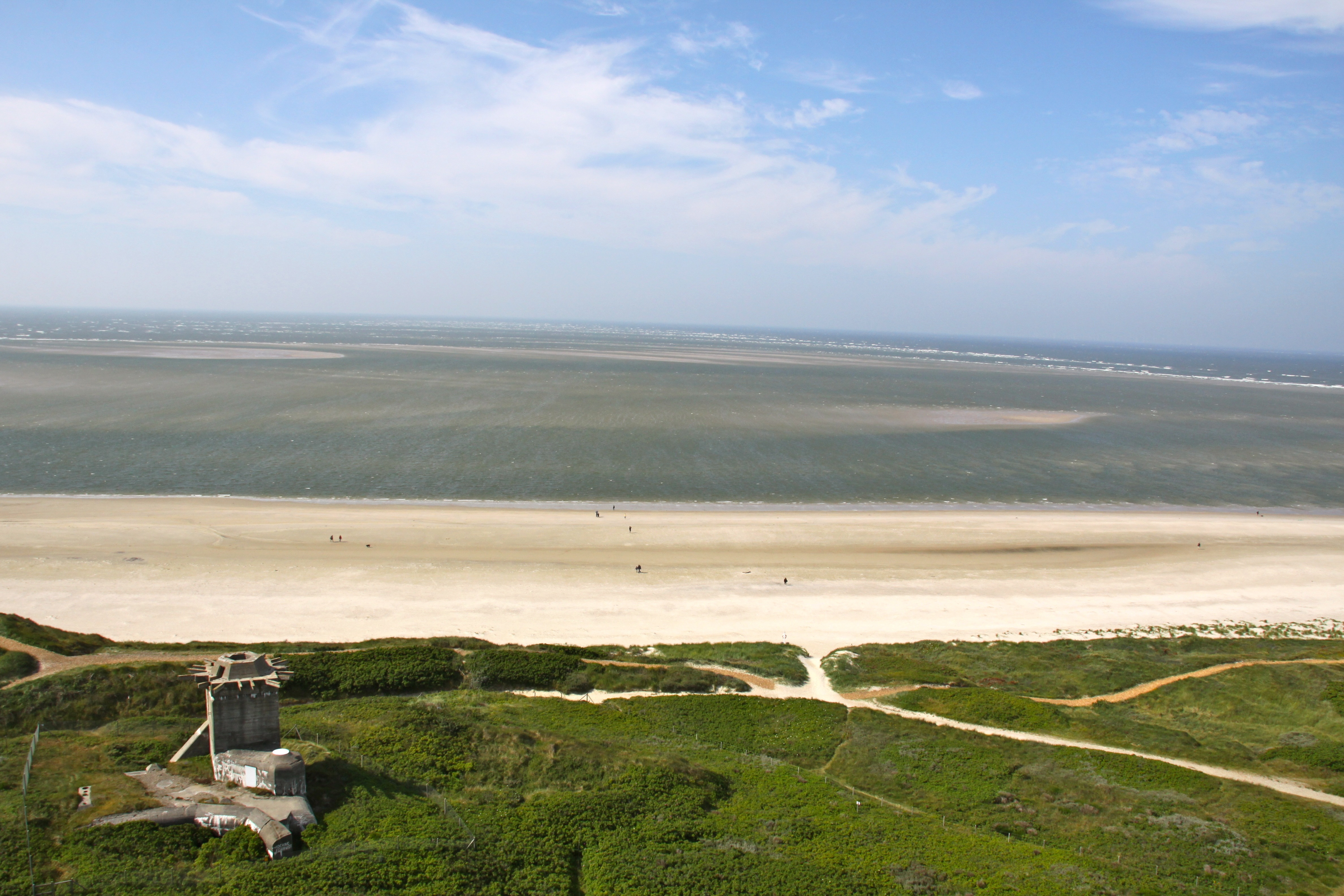
Bunker
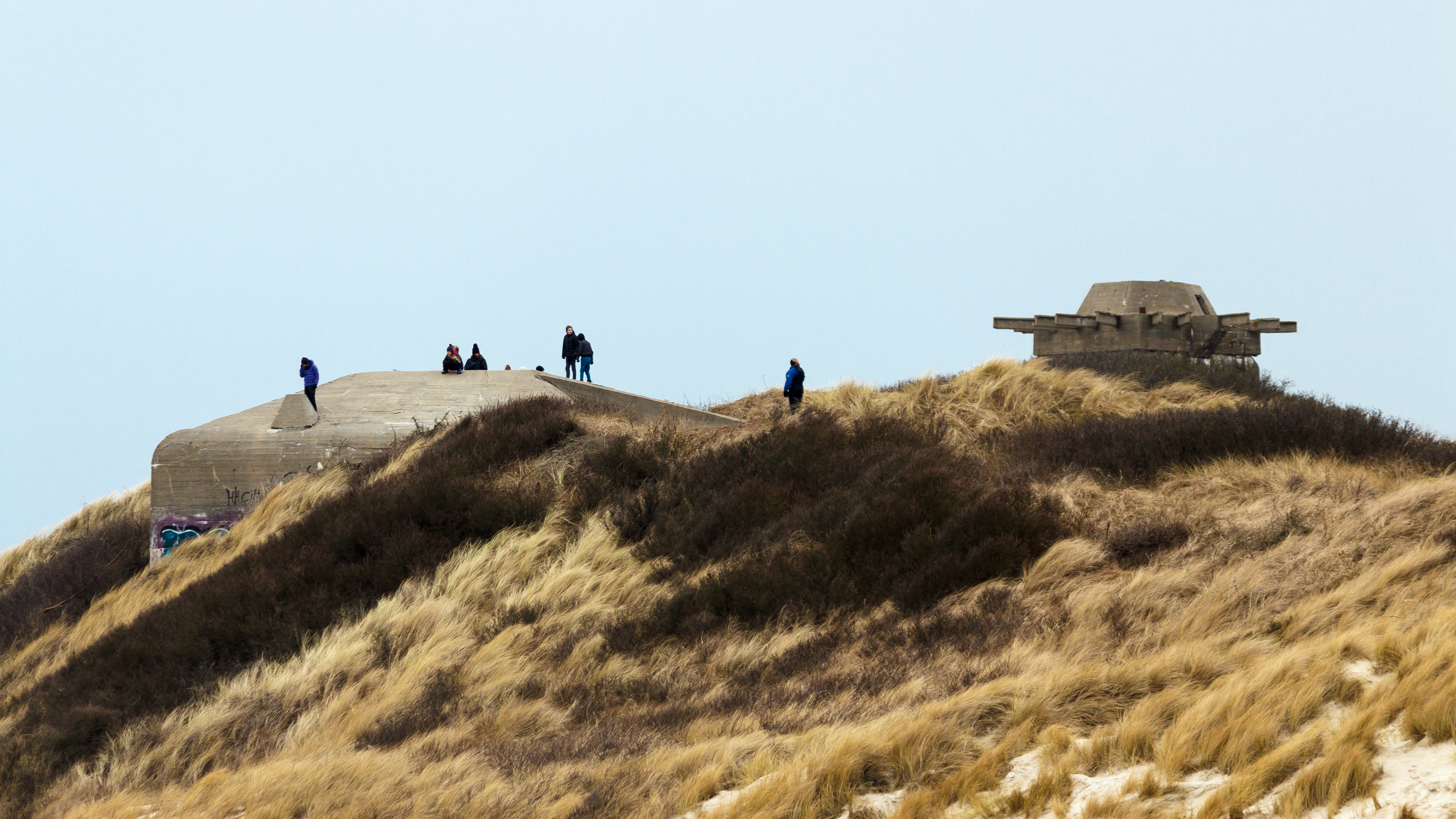
Bunkrar
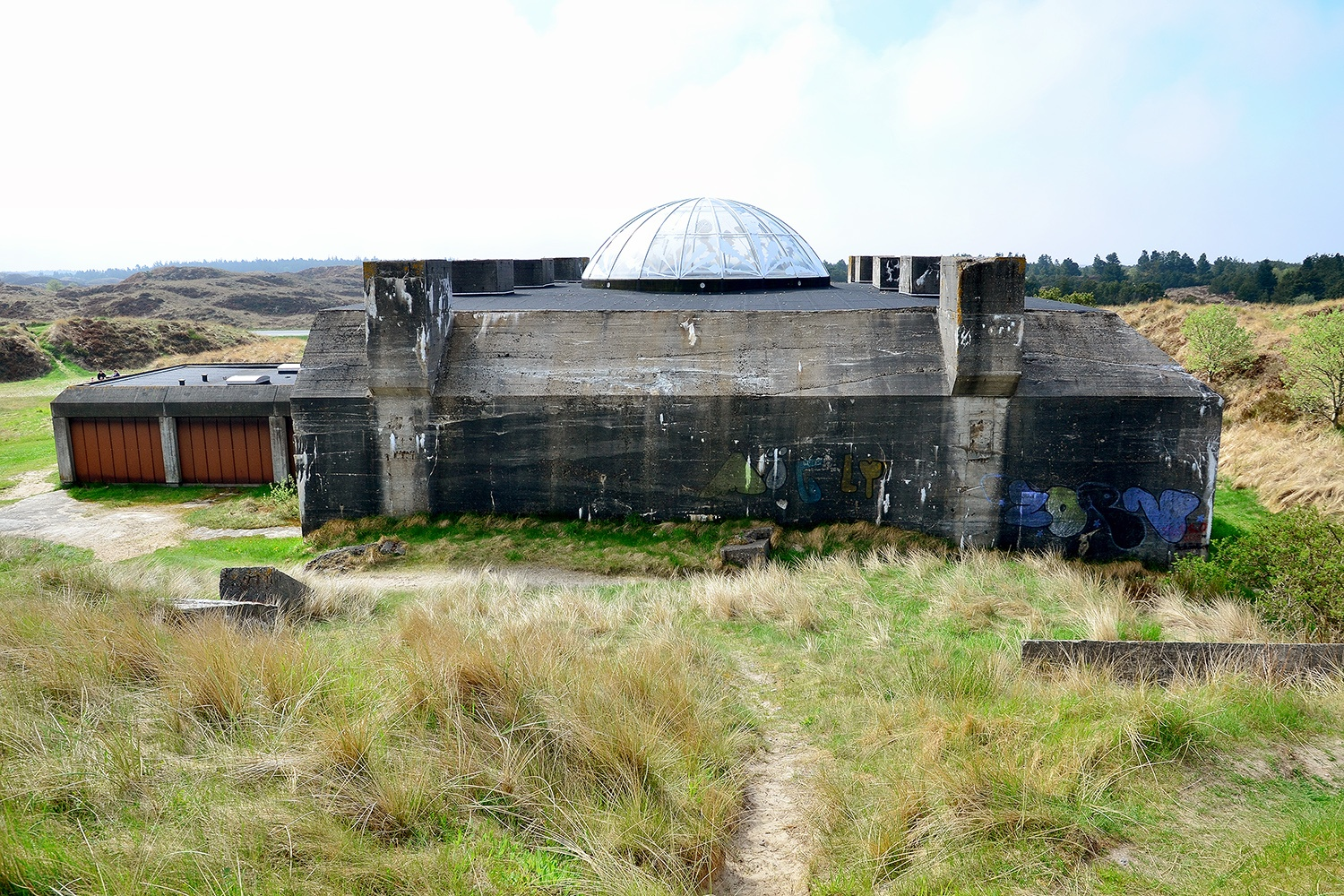
Tirpitzbunker år 2004